# Corythucha pergandei
Corythucha pergandei är en insektsart som beskrevs av Heidemann 1906. Corythucha pergandei ingår i släktet Corythucha och familjen nätskinnbaggar. Inga underarter finns listade i Catalogue of Life.